# Metrodora (läkare)
Metrodora, död 300-talet, var en grekisk läkare.  Hon utgav verk om en rad olika sjukdomstillstånd, inklusive men inte enbart gynekologi, vilket annars var vanligast som specialämne för kvinnliga läkare under antiken.  Hennes verk citerades ofta av antikens läkare och publicerades till inpå medeltiden. Hon har ibland kallats den första kvinnliga författaren av medicinska verk. Kvinnliga läkare var vanliga under antiken, men få av dem är kända för eftervärlden.